# Hemkebach
Der Hemkebach, auch Hemeckebach genannt, ist ein Fließgewässer in Kleinherbede. Er verläuft großenteils direkt auf der Stadtgrenze von Bochum und Witten beziehungsweise der Ortsteile Kaltehardt und Papenholz. Er entsteht durch den Zusammenfluss zweier Quellbäche an der Urbanusstraße, nordwestlich des Sportplatzes Kaltehardt. Die (verrohrte) Mündung in den Oelbach liegt fast unmittelbar oberhalb des Klärwerks Oelbachtal. Der Unterlauf liegt in der Regel bergbaubedingt trocken, einmündend ist eigentlich nur noch Abwasser. Im Oberlauf erreicht der Bach die Güteklasse II.